# Kirche Seltz

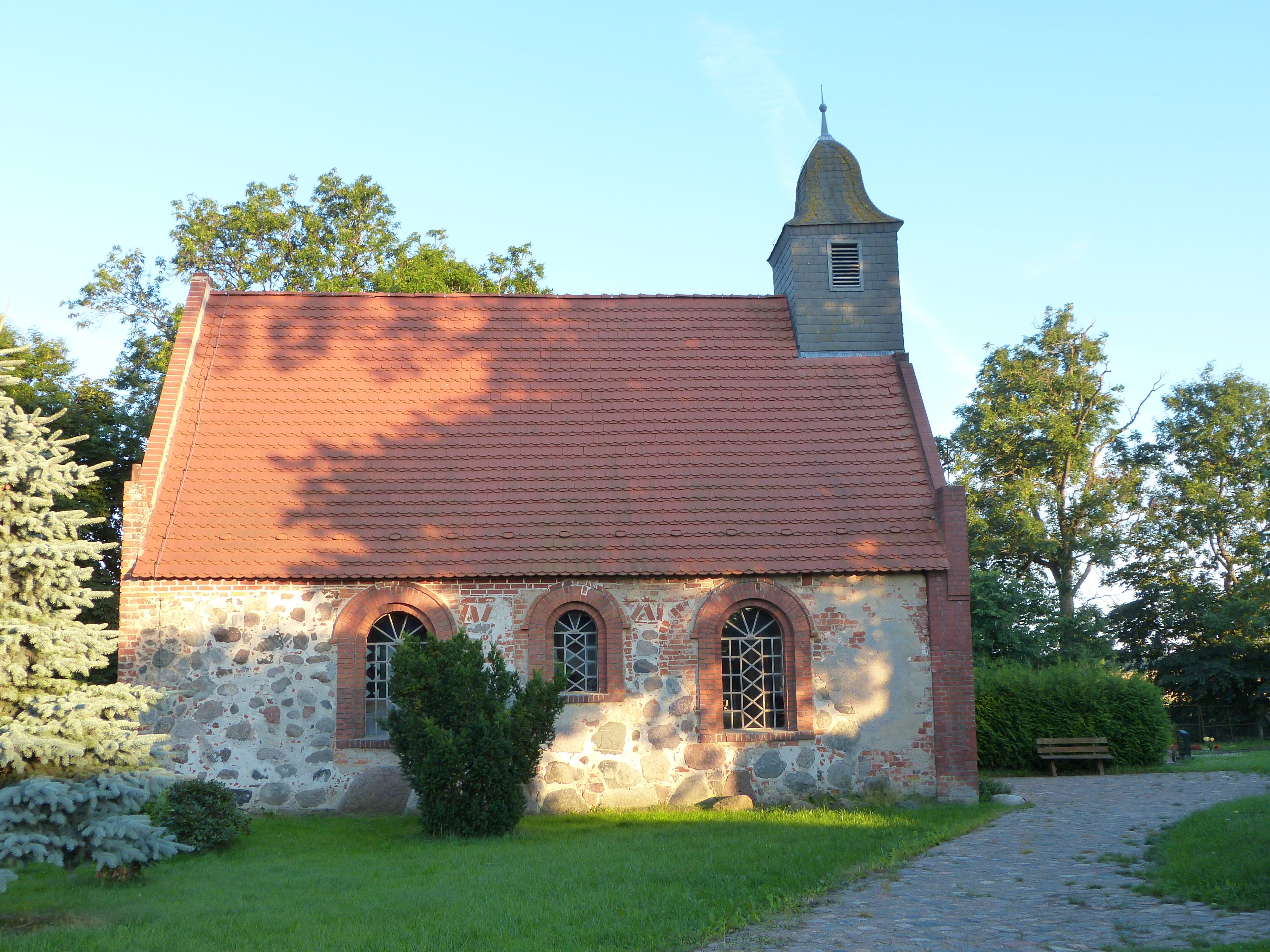
Kirche Seltz

Die Kirche Seltz ist ein Kirchengebäude im Ortsteil Seltz der Gemeinde Gültz im Landkreis Mecklenburgische Seenplatte. Sie gehört zur Kirchengemeinde Altenhagen-Gültz in der Propstei Demmin des Pommerschen Evangelischen Kirchenkreises und ist eine Filialkirche der Gültzer Kirche.
Die Kirche ist ein Feldsteinbau auf rechteckigem Grundriss aus dem 15. Jahrhundert. Der östliche Giebel aus Backstein ist mit einfachen Blenden gegliedert. An der Nordwand sind Reste der ursprünglichen Fensterbögen und eines Backsteinfrieses zu erkennen. 1893 wurde die Kirche grundlegend umgestaltet und die Westwand mit dem hölzernen Dachreiter erneuert. Der rechteckige Turm hat eine barocke Haube und ist mit Schiefer verkleidet.
Die Kanzel aus dem 17. Jahrhundert sowie der Schalldeckel und die Altarschranken aus dem 18. Jahrhundert sind in Formen der Renaissance erhalten. Ein Ölgemälde stellt die Kreuzigung Christi dar. Es stammt ebenso wie die in Stettin gegossene Glocke aus dem 18. Jahrhundert.
In den 1990er Jahren wurde eine Grundsanierung der Kirche durchgeführt.